# Monte Cuccio
Monte Cuccio è un monte di forma conica posto alle spalle della Conca d'Oro, la piana dove sorge la città di Palermo.

## Nome
Il toponimo Cuccio deriva dal latino acutius o dall'arabo quz, nel senso di «aguzzo».

## Caratteristiche
Il monte, il più alto di tutta la città di Palermo, raggiunge un'altezza di 1050 metri s.l.m. ed è ben visibile da tutta la città. La vegetazione arborea è costituita da poco estese pinete di impianto artificiale. Il resto del rilievo è coperto da prateria di Ampelodesmos mauritanicus e pascolo nelle aree pianeggianti. Sono presenti forme carsiche superficiali, alcune delle quali, in prossimità della cima, presentano un certo interesse.
Sulla cima più alta, a quota 1050 metri, è presente un piccolo edificio che fu rifugio del Club Alpino Italiano gestito dalla sezione di Palermo. In epoca successiva alla Seconda Guerra Mondiale presso i locali del rifugio è stato installato un ripetitore radio-televisivo. 
Sul versante interno del monte, nascosto dalla vista della città, è presente la discarica provinciale di Bellolampo.
Sul versante opposto rispetto a Palermo è presente una pista motociclistica di recente costruzione ed in rapido ampliamento.

## Clima
Data l'altezza, il monte gode di temperature ben più basse rispetto alle zone cittadine e questo fa sì che nei mesi più freddi cada la neve (in genere due o tre episodi l'anno al di sopra dei 650 metri circa) e le temperature scendano sotto lo zero. In alcune occasioni il monte può essere una fucina per la termo-convezione e quindi la formazione di temporali che possono scivolare anche in direzione di Palermo.
Le precipitazioni sono concentrate soprattutto nel semestre invernale.
In estate, a causa della piogge spesso assenti e dei forti venti di scirocco, possono scoppiare degli incendi, spesso di origine dolosa.

## Curiosità
Era diffusa la credenza tra i ceti popolari della città di Palermo che Monte Cuccio fosse un vulcano, data la forma conica che può vagamente ricordare quella del Vesuvio.

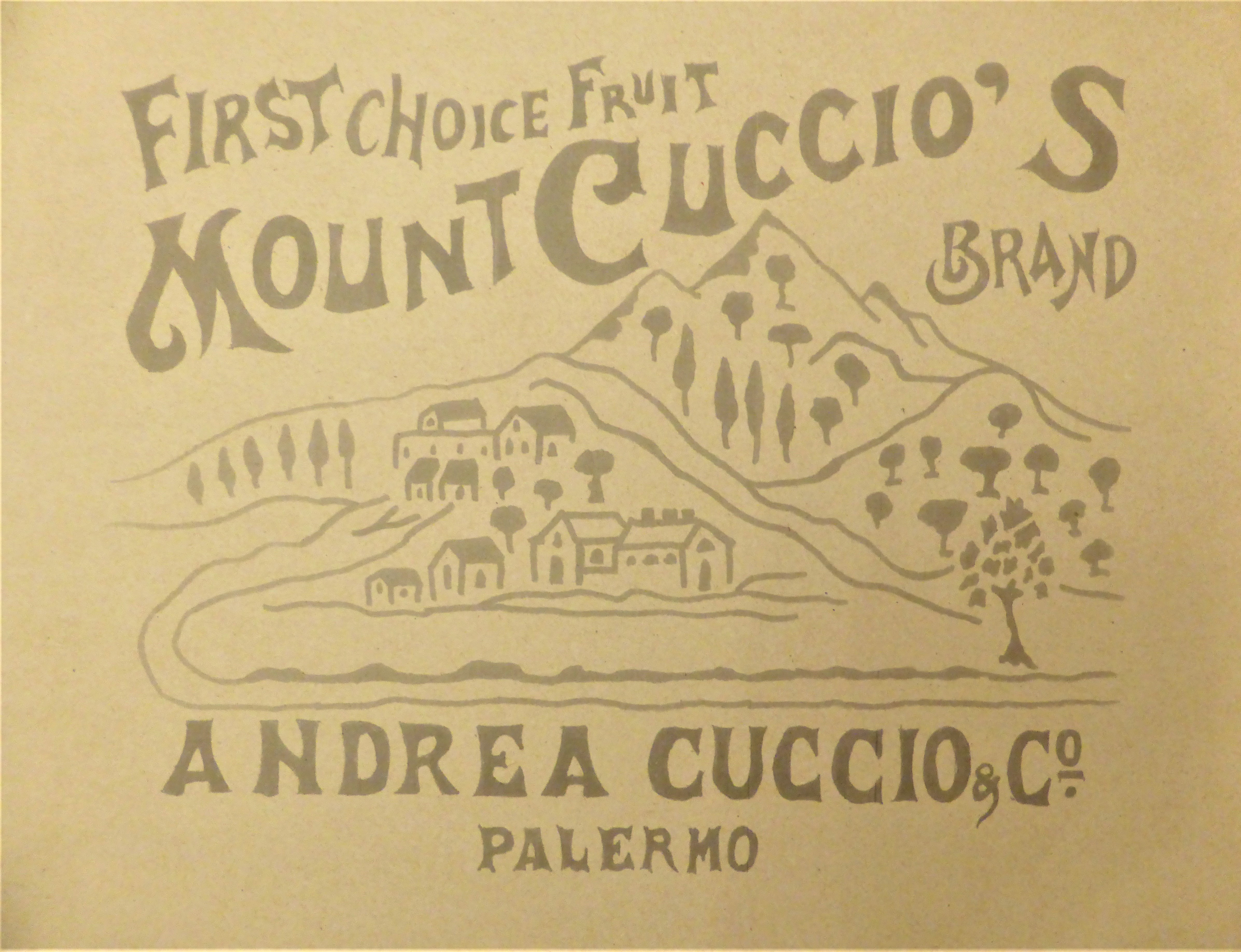
"Mount Cuccio's Brand - Andrea Cuccio e Co. Palermo", stampinatura su cartone (1920-1935 circa, archivio Cuccio-Carioti)

Durante gli anni 1920 e 1930 la ditta di esportazioni agrumicole "Andrea Cuccio & Co." di Palermo commercializzava i propri prodotti nel Regno Unito utilizzando l'effige del monte omonimo come marchio.
Nel 2001, per diversi mesi, subito ad ovest del monte su Bellolampo ha campeggiato la scritta "Hollywood", opera dell'artista Maurizio Cattelan, che sfruttava ironicamente le similitudini morfologiche con la celebre collina di Los Angeles.

## Notizie
Nel luglio del 2012, un vasto incendio è divampato sulle pendici di Monte Cuccio. Le fiamme, alimentate dal forte vento di scirocco, hanno minacciato il centro abitato di Baida e sono risultate visibili per ore soprattutto dai quartieri di Borgo Nuovo e Zisa. La stessa notte le fiamme si sono estese, circondando l'intero Monte e mettendo in serio pericolo le abitazioni limitrofe. Ad oggi è stato l'incendio più devastante dei Monti di Palermo.
Nel mese di giugno 2016, dopo la prima decade, si sono sviluppati vari incendi che hanno interessato tutta la provincia di Palermo, Monte Cuccio e vicinanze compresi. 
Il 14 maggio 2020 il versante sud-orientale di Monte Cuccio è interessato da un grande incendio doloso, divampato e alimentato da forti venti di scirocco, che hanno portato le temperature a 39 gradi, record storico del mese di maggio che ha superato quello di 38 gradi del 1994. Nella notte l'incendio ha minacciato le abitazioni di Baida e Borgo Nuovo e per questo motivo per lo spegnimento delle fiamme è stato richiesto dapprima l'intervento di due Canadair ma il divamparsi dell’incendio ne ha richiesti altri due.